# Carbonato de cobre(II)
Carbonato de cobre (II) é o composto químico inorgânico de fórmula CuCO3. Compõe parcialmente as oxidações (patina, no caso chamado especificamente verdete) que cobrem as superfícies de objetos de cobre, latão e bronze.
Cobre em ar húmido lentamente adquire uma cobertura verde. O material verde é uma mistura de proporção 1:1 em mole de Cu(OH)2 e CuCO3:
2 Cu(s) + H2O(g) + CO2 + O2 → CuCO3 • Cu(OH)2(s)
O carbonato de cobre decompõe-se a altas temperaturas, libertando dióxido de carbono e deixando óxido de cobre (II):
CuCO3(s) → CuO(s) + CO2(g)
Carbonato básico de cobre (II) ocorre naturalmente como malaquita (CuCO3.Cu(OH)2) e azurita (Cu3(CO3)2(OH)2).